# Lourival Possani Postay
Lourival Domingos Possani Postay (Santo Ângelo, Rio Grande do Sul, 1939) é um biólogo, biofísico, pesquisador, catedrático e acadêmico brasileiro naturalizado mexicano. Especializou-se no campo da toxicología realizando diversos estudos e investigações sobre o veneno dos escorpiões e seus antídotos ou antivenenos.

## Estudos e docência
Cursou licenciatura de biologia na Universidade Federal de Rio Grande do Sul de 1961 a 1965 e obteve um doutorado em biofísica molecular na Universidade de Paris em 1970. De 1971 a 1973, realizou um treinamento de pós-doutorado na Universidade Rockefeller em Nova Iorque.  Em 1981, realizou estadias sabáticas no Instituto Max Planck em Dortmund, Alemanha e na Escola de Medicina de Baylor em Houston, Estados Unidos. Ocupou cargo no Instituto Médico Howard Hughes.
Ministrou disciplinas como professor associado no Instituto de Biofísica da Universidade Federal de Rio Grande do Sul. Em 1974, estabeleceu-se em México, desde então incorporou-se ao departamento de Biologia Molecular do Instituto de Investigações Biomédicas e mais tarde ao Instituto de Biotecnología da Universidade Nacional Autônoma do México (UNAM) como pesquisador titular nos departamentos de Reconhecimento Molecular e Bioestructura. Foi professor visitante na Universidade de Yale, no Instituto de Cibernética e Biofísica do Conselho de Investigação Científica Italiano e na Escola de Medicina de Baylor.

## Pesquisa
Tem realizado investigações sobre o fenômeno de autooxidacão da hemoglobina humana, sobre a produção de anticorpos na contra-mão da glutamato descarboxilasa do cérebro. Especializou-se no campo da toxicología, particularmente no veneno dos escorpões, as toxinas noxiustoxina e ergtoxina e os antibióticos hadrurina e escorpina.
É membro da Academia de Ciências de América Latina desde 1999. É membro da Academia Mexicana de Ciências, foi fundador e presidente da Academia de Ciências de Morelos. É membro do  Sistema Nacional de Pesquisadores, no qual foi nomeado Investigador Emérito em 2002 e Pesquisador Nacional de Excelência em 2012. É Investigador Emérito do Instituto de Biotecnología da UNAM. É membro do Conselho Consultivo de Ciências da Presidência da República.

## Obras publicadas
Tem publicado mais de 300 artigos para revistas especializadas e 18 capítulos para livros colectivos internacionais. Sua obra tem sido citada em mais de 7300 ocasiões. Conta com 23 patentes de invenção. Entre alguns de seus títulos se encontram:
- “A K + channel blocking peptide from the Cuban scorpion Rhopalurus garridoi”, coautor em Peptides em 2013.
- “Venom poreomic and venomous glands transcriptomic analysis of the Egyptian scorpion Scorpio maurus palmatus”, coautor, em Toxicon em 2013.
- “OcyKTx2, a new K-channel toxin characterized form the venom of the scorpion Opisthacanthus cayaporum”, coautor em Peptides em 2013.
- “Anti-venoms: Recombinant neutralizing antibodies, a new generation of scorpion anti-venoms”, coautor em Handbook of Toxinology-Scorpion Venoms em 2013.
- “Scorpions Peptides”, coautor em Handbook of Biologically Active Peptides, em 2013.
- “Bioquímica e biologia molecular dos venenos de escorpiones de importância médica no continente americano”, coautor em Emergências por animais ponzoñosos nas Américas, em 2011.
- “Anticoagulants from scorpion venoms”, coautor, em Toxins and Hemostasis: From Bench to Bedside, em 2011.

## Prêmios e distinções
Por sua trajetória profissional tem recebido vários prêmios:
- Premeio Universidade Nacional no área de Ciências Naturais pela Universidade Nacional Autónoma de México em 1993.
- Prêmio Jorge Rosenkran, outorgado pelo Instituto Syntex em 1994.
- Prêmio Nacional de Ciências e Artes no área de Ciências Físico-Matemáticas e Naturais pela Secretaria de Educação Pública em 1995.
- Prêmio Nacional Glaxo Wellcome no área de investigação básica, em 1997.
- Prêmio Morelense de Excelência, outorgado pelo Governo do Estado de Morelos, em 2000.
- Investigador Emérito Nacional do Sistema Nacional de Pesquisadores (SNI) do Conselho Nacional de Ciência e Tecnologia (Conacyt) desde 2002.
- Investigador Emérito pelo Instituto de Biotecnología da Universidade Nacional Autónoma de México desde 2005.
- Pesquisador Nacional de Excelência do Sistema Nacional de Pesquisadores do Conselho Nacional de Ciência e Tecnologia desde 2012.
- Doutor honoris causa pela Universidade de Debrecen da Hungria.
- Medalha Cecilio Robelo pela Universidade Autónoma do Estado de Morelos.

## Ligações externos
- «Dr. Lourival Domingos Possani Postay». Instituto de Biotecnología de la UNAM